# サントルチェーゼ
サントルチェーゼ(イタリア語: Sant'Olcese)は、イタリア共和国リグーリア州ジェノヴァ県にある、人口約5,800人の基礎自治体（コムーネ）。

## 地理

### 位置・広がり

#### 隣接コムーネ
隣接するコムーネは以下の通り。
- ジェーノヴァ
- モントッジョ
- セッラ・リッコ

### 地震分類
イタリアの地震リスク階級 (it) では、3 に分類される
。

## 行政

### 分離集落
サントルチェーゼには、以下の分離集落（フラツィオーネ）がある。]
- Arvigo, Casanova, Comago, Manesseno, Piccarello (sede comunale), Sant'Olcese, Torrazza, Trensasco, Vicomorasso

## 姉妹都市
- Martorelles、スペイン 2002年